# Fender Bass VI
 (septembre 2014).
Si vous disposez d'ouvrages ou d'articles de référence ou si vous connaissez des sites web de qualité traitant du thème abordé ici, merci de compléter l'article en donnant les références utiles à sa vérifiabilité et en les liant à la section « Notes et références ».
La Fender VI ou Bass VI est un modèle de basse électrique à six cordes proposé par le fabricant Fender en 1961, quelques mois après la sortie de la Jazz Bass. Il est accordé Mi La Ré Sol Si Mi, un octave plus grave qu'une guitare. En raison de son diapason court (30 pouces) et de ses sonorités, la Bass VI s'approche également d'une guitare baryton.

## Conception et développement
La Fender VI est créée en 1961, et reprend le concept de la basse Danelectro à six cordes sortie en 1956, avec un accordage de mi à mi, une octave en dessous d'une guitare électrique. Son autre inspiratrice est la Fender Jazzmaster, à laquelle elle emprunte un certain nombre de caractéristiques techniques et esthétiques. Son design va directement inspirer la Fender Jaguar, qui sortira moins d'un an après, au point qu'on considère parfois la Bass VI comme faisant officieusement partie de la gamme Jaguar.
Cette basse se démarque du concept des autres basses électriques de Fender, les Precision Bass et Jazz Bass, non seulement par la présence de six cordes au lieu de quatre, mais aussi par un diapason plus court (30 pouces) au tirant réduit, qui lui donne une ergonomie plus proche d'une guitare baryton que de la guitare basse.
Le modèle original comporte un corps et un vibrato empruntés à la Jazzmaster (sortie en 1958). Il est doté de trois micros simples bobinages, fixés sur un entourage métallique chromé, et de trois sélecteurs on/off dédiés à chaque micro. Les commandes de volume et de tonalité sont placées sur une plaque chromée inspirée par celui utilisé sur la Jazz Bass.

## Évolutions
Apparus en 1962 les nouveaux micros, placés dans un insert métallique denté, de la Fender Jaguar permettent une réduction des interférences magnétiques. La bass VI intègre ce nouveau type de micro lui donnant par la même occasion un design plus épuré. Une seconde modification voit le jour sur la nouvelle version, un quatrième interrupteur proposant un filtre passe-haut est ajouté à la plaque de commande. 
Sur la suggestion de Jack Bruce, le vibrato (caractéristique unique dans l'histoire de la basse électrique) est supprimé, dans le courant des années 1960, au bénéfice de la tenue de l'accord.
Le modèle Fender VI original est supprimé du catalogue en 1975.
A partir de 1995 elle est rééditée quelques années au Japon avec un diapason plus long de 30,3", faisant de la version japonaise un instrument aux sonorités plus graves que celui d'origine.
En 2005, Fender réédite un modèle similaire sous le nom Fender Jaguar Baritone Custom ainsi qu'un modèle décliné sous deux variantes appelé Bottom Master. La Baritone Custom fabriquée par Fender Japon, comporte deux micros de type Jaguar et n'a pas de vibrato.
Début 2006, Fender annonce la réédition de la Fender VI sous forme d'un modèle Custom Shop à série limitée avec un diapason de 30" comme sur les modèles d'origine (contrairement aux rééditions japonaises au diapason de 30,3"). Le chevalet est différent des premiers modèles US d'époque il est de type "Mustang", plus étroit, comme celui présent sur les dernières Bass VI produites aux US en 1975.
En 2013, Fender propose une version très différente de l'originale nommée Pawn Shop Bass VI. Ce nouveau modèle possède deux micros de type Jaguar et un micro chevalet de type Jazzmaster, les interrupteurs sont remplacés par un inverseur identique à celui utilisé sur la Strat, et le tout est placé sur une unique plaque pickguard.
En 2013, Squier, sous licence Fender, propose la Bass VI dans sa gamme Vintage Modified.
En 2019, Squier propose la Bass VI dans sa gamme Classic Vibe. Les changements apportés à la précédente édition se situent au niveau de la largeur au sillet qui est légèrement augmentée, des frettes qui sont plus hautes et fines, de la touche qui est passée du palissandre au laurier indien, et du logo passant de noir à or.

## Notoriété
À l'instar de la Jaguar, la Fender VI est un instrument délicat à régler correctement et à jouer. L'électronique et les six cordes la rendent idéale pour les solo, mais peu de bassistes en usent alors. L'écart réduit entre les cordes par rapport à une basse électrique conventionnelle en fait un instrument adapté aux guitaristes, mais, pour la même raison, peu prisé des bassistes.
La Fender VI n'approchera jamais le succès de la Precision Bass et de ses dérivés, même auprès des groupes de surf music et de country and western qui auraient pu adopter ses sonorités particulières.

## Utilisateurs

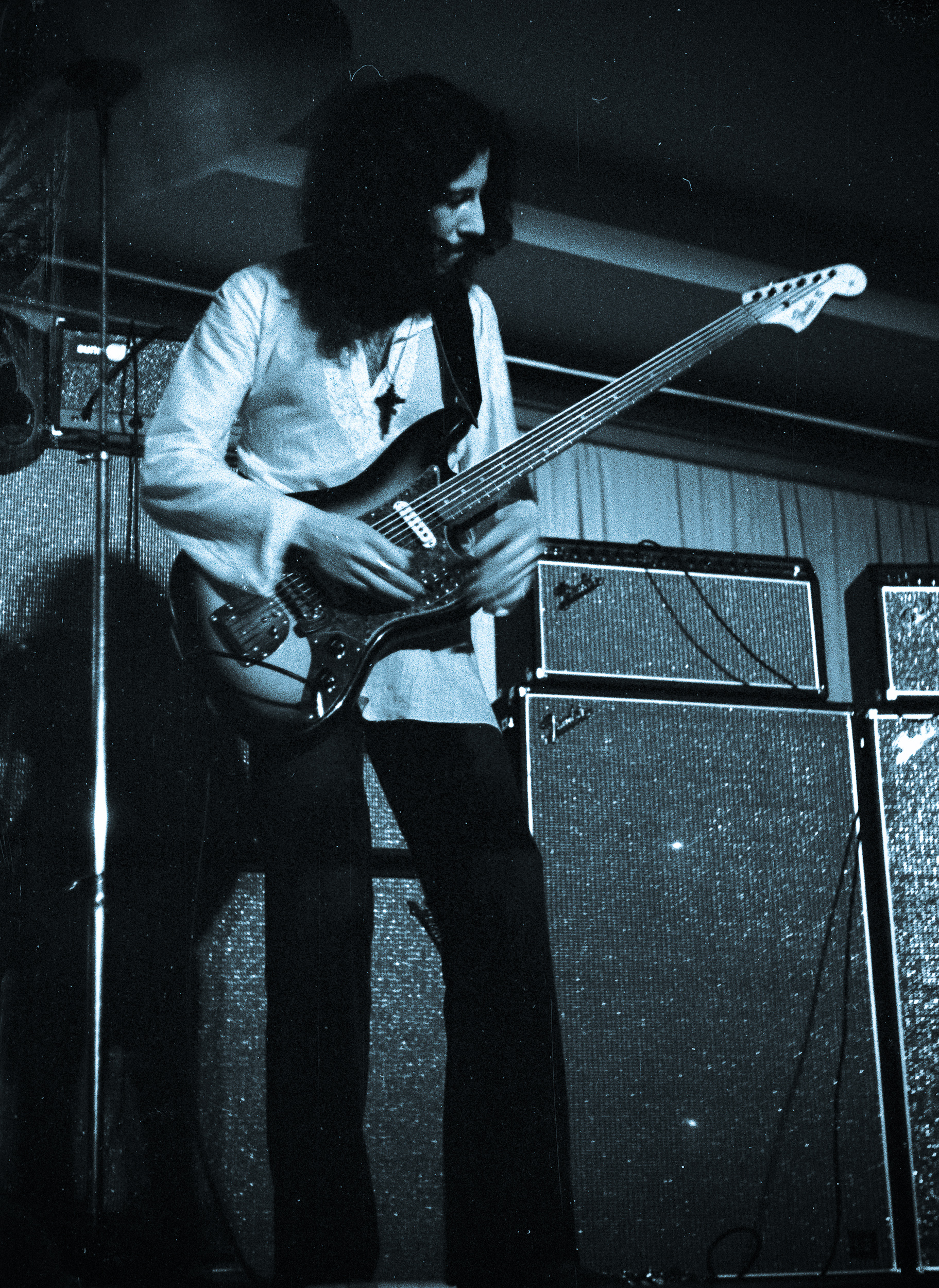
Peter Green en 1970.

Le plus fameux utilisateur de la Fender VI reste Jack Bruce, le bassiste du groupe légendaire Cream. John Entwistle des Who l'utilise également dans les années 1960.
Le premier utilisateur de la Fender VI à obtenir un succès avec celle-ci est Jet Harris, ex-bassiste des Shadows, qui se lance dans une carrière solo en enregistrant plusieurs tubes pour Decca au Royaume-Uni. Les morceaux les plus célèbres sont Diamonds (6 semaines en tête des charts anglais) et Scarlett O Hara ; il fait aussi une reprise fameuse du thème du film L'homme aux bras d'or d'Otto Preminger en reprenant le générique The Man with the Golden Arm.
On peut apercevoir une Fender VI dans les clips des Beatles tel que Hey Jude, Let It Be et The Long and Winding Road. Elle est utilisée par George Harrison sur Hey Jude (bien que Paul McCartney joue la partie de basse sur la version 45 tours) et John Lennon sur Let It Be et The Long And Winding Road, où McCartney joue du piano.
Près de deux décennies plus tard, la Fender VI devient caractéristique du son du groupe britannique The Cure, dans lequel Robert Smith, guitariste de formation, l'utilise comme un instrument solo pour des motifs mélodiques lors de l'enregistrement de certaines basses de l'album Kiss Me, Kiss Me, Kiss Me, notamment et plus rarement pour des accords (Push en live par le guitariste Porl Thompson). Majoritairement utilisée couplée à un chorus et un delay, on entend le son caractéristique de la Fender VI sur des titres comme Pictures of You et Lullaby de l'album Disintegration ou encore sur Faith.
D'autres musiciens, comme Saul Davies de James, Stefan Olsdal de Placebo l'utilisent plus ou moins régulièrement. Mark Hoppus de blink-182 l'utilise lors de nombreux concerts tel que le PEPSI smsh où il joue I Miss You avec.
Dans une scène du film documentaire parodique Spinal Tap, la "guitare très spéciale" de Nigel, sur laquelle personne n'a jamais le droit de jouer et qui est constamment gardée par deux vigiles, est une Fender VI vintage de couleur verte (Finition "Seafoam Green").